# Giorgio Muzalon
Giorgio Muzalon, in greco Γεώργιος Μουζάλων?, (1220 circa – Nicea, 25 agosto 1258), è stato un funzionario bizantino, divenne reggente di Giovanni IV Lascaris (1258-1261), per pochi giorni del suo regno.

## Biografia
Giorgio Muzalon era un membro della corte niceana, era amico stretto del basileus Teodoro II Lascaris (1254-1258). Fu protovestiario dell'imperatore, era odiato da quasi tutta la corte bizantina. Il 18 agosto 1258, l'amico e imperatore Teodoro, morì per un attacco di epilessia, malattia di cui era ammalato fin da giovane, quando morì aveva solamente trentasei anni. Ma Teodoro in punto di morte, scelse come reggente per il sedicenne Giovanni IV Lascaris, il suo amico fidato Giorgio Muzalon, obbligando l'aristocrazia bizantina a promettere fedeltà al figlio e all'amico, visto che l'aristocrazia era contraria alla politica di Teodoro, perché quest'ultimo aveva imprigionato il loro leader, Michele Paleologo (1259-1282), futuro imperatore.
Il 25 agosto Giorgio fu assassinato mentre stava pregando in chiesa, per l'anima dell'imperatore morto, fu squartato sull'altare maggiore. Il complotto quasi sicuramente fu organizzato da Michele, visto che era presente all'assassinio, non facendo nulla per impedirlo, infatti diventerà lui il nuovo reggente di Giovanni IV. L'omicidio di Giorgio Muzalon, passò inosservato a Nicea, visto che era odiato da gran parte della corte.